# Louis-Jacques-Hippolyte Coroller du Moustoir
Louis-Jacques-Hippolyte Coroller du Moustoir, né le 2 avril 1742 à Quimperlé, mort le 7 décembre 1807 à Vannes (Morbihan), est un homme de loi et un homme politique français.

## Biographie
Fils de René Coroller et de Françoise-Jacquette Pécard, il devient avocat au Parlement, après ses études, et achète une charge de conseiller et procureur du roi aux sièges d'Hennebont, Port-Louis et Lorient (4 mai 1774). Selon l'usage du temps, il ajoute à son nom celui de sa terre du Moustoir, une ferme du côté d'Arzano. Marié à Marie-Louise Loëdon de Keromen, il retrouve l'un de ses beaux-frères sur les travées de l'Assemblée en 1789, parmi le clergé. Franc-maçon, il est reçu chevalier en 1788.
Il commence par prendre le parti de la noblesse dans les conflits qui l'oppose aux patriotes en Bretagne au début des événements révolutionnaires, avant d'embrasser la cause populaire. Adhérant aux idées nouvelles, il est élu le 22 avril 1789 député du tiers état aux États généraux par la sénéchaussée d'Hennebont.
À l'Assemblée constituante, il participe aux discussions sur la Déclaration des droits de l'homme et du citoyen. Le 20 octobre, il fit décréter, avec l'appui de Mirabeau, que le ministre de la Justice, Jérôme Champion de Cicé, serait appelé à la barre pour venir rendre compte de son rôle dans le retard mis dans la publication des décrets du 4 août. Le 14 janvier 1790, il tenta en vain d'obtenir la traduction des décrets de l'Assemblée en breton.
En juin 1791, aux Tuileries, au moment du retour de Louis XVI à Paris, il lui aurait lancé, selon Pétion: « N'avez-vous pas fait là une belle équipée? Vous êtes bon, vous êtes aimé, mais voyez quelle affaire vous avez là! » Après la fusillade du Champ-de-Mars, quand la majorité des députés part fonder le club des Feuillants, il est l'un des seuls, avec Anthoine, Buzot, Pétion, Robespierre et Roederer à rester aux Jacobins.
En 1792, il est nommé commissaire aux îles du Vent ; il part avec son fils, lieutenant à l'état-major de l'armée parisienne, envoyé à Saint-Domingue comme aide de camp du général d'Esparbès. À son retour en métropole, il s'installe à Hennebont, où il préside le club montagnard en 1794.
En thermidor an III, il est juge, puis président du tribunal de district de Lorient. Candidat aux élections pour le Conseil des Cinq-Cents et le Conseil des Anciens en l'an VII, il est battu. Il prend alors sa retraite et s'installe à Vannes, où il meurt.

## Source principale
- Adolphe Robert, Gaston Cougny, Dictionnaire des parlementaires français de 1789 à 1889, Paris, Bourloton, 1889, tome 2, pp. 191-192